# Liste des épisodes de Mirai Nikki
Cet article présente la liste des épisodes de la série télévisée d'animation japonaise Mirai Nikki, issue du manga de Sakae Esuno.

## Épisodes
| No                      | Titre français                 | Titre japonais               | Titre japonais                  | Date de 1re diffusion |
| No                      | Titre français                 | Kanji                        | Rōmaji                          | Date de 1re diffusion |
| ----------------------- | ------------------------------ | ---------------------------- | ------------------------------- | --------------------- |
| 01                      | Engagement                     | コミットメント               | Komittomento                    | 10 octobre 2011       |
| [Chapitre 0-1]          |                                |                              |                                 |                       |
| 02                      | Terme du contrat               | 契約期間                     | Keiyaku kikan                   | 17 octobre 2011       |
| [Chapitre 2-3-4]        |                                |                              |                                 |                       |
| 03                      | Début de situation difficile   | 困難な状況の始まり           | Kon'nan'na jōkyō no hajimari    | 24 octobre 2011       |
| [Chapitre 5-6+mosaïc 2] |                                |                              |                                 |                       |
| 04                      | Saisie manuscrite              | 手書き                       | Tegaki                          | 31 octobre 2011       |
| [Chapitre 6-7]          |                                |                              |                                 |                       |
| 05                      | Mémo vocal                     | 声                           | Koe                             | 7 novembre 2011       |
| [Chapitre 8-9]          |                                |                              |                                 |                       |
| 06                      | Mode vibreur                   | モードを振動さ               | Mōdo o shindō sa                | 14 novembre 2011      |
| [Chapitre 10-11]        |                                |                              |                                 |                       |
| 07                      | Tonalité                       | トーン                       | Tōn                             | 21 novembre 2011      |
| [Chapitre 11-12-13]     |                                |                              |                                 |                       |
| 08                      | Nouveau modèle                 | ニューモデル                 | Nyūmoderu                       | 28 novembre 2011      |
| [Chapitre 14-15-16]     |                                |                              |                                 |                       |
| 09                      | Numéro bloqué                  | ブロック番号                 | Burokku bangō                   | 5 décembre 2011       |
| [Chapitre 16-17-18]     |                                |                              |                                 |                       |
| 10                      | Régime familial                | ファミリープラン             | Famirīpuran                     | 12 décembre 2011      |
| [Chapitre 19+mosaïc 4]  |                                |                              |                                 |                       |
| 11                      | Cessation de service           | 分離                         | Bunri                           | 19 décembre 2011      |
| [Chapitre 20-21]        |                                |                              |                                 |                       |
| 12                      | Pas de réception               | 全く受信しない               | Mattaku jushin shinai           | 9 janvier 2012        |
| [Chapitre 22-23]        |                                |                              |                                 |                       |
| 13                      | Appel limité                   | 限られた魅力                 | Kagira reta miryoku             | 16 janvier 2012       |
| [Chapitre 24]           |                                |                              |                                 |                       |
| 14                      | Réinitialisation de la mémoire | メモリをリセットする         | Memori o risettosuru            | 23 janvier 2012       |
| [Chapitre 25-26]        |                                |                              |                                 |                       |
| 15                      | Forfait couple                 | パッケージのトルク           | Pakkēji no toruku               | 30 janvier 2012       |
| 16                      | Réparation                     | 修復                         | Shūfuku                         | 6 février 2012        |
| 17                      | Réduction famille              | ファミリー割引               | Famirī waribiki                 | 13 février 2012       |
| 18                      | Fils croisés                   | 息子が交差                   | Musuko ga kōsa                  | 20 février 2012       |
| 19                      | Supprimer tous les messages    | すべてのメッセージを削除する | Subete no messēji o sakujo suru | 27 février 2012       |
| 20                      | Transfert de données           | データ転送                   | Dēta tensō                      | 5 mars 2012           |
| 21                      | MOT DE PASSE                   | PASSWORD                     | PASSWORD                        | 12 mars 2012          |
| 22                      | Déconnexion                    | 断線                         | Dansen                          | 19 mars 2012          |
| 23                      | Rupture de contrat             | タッチのうち                 | Tatchi no uchi                  | 26 mars 2012          |
| 24                      | Récupération des données       | データ復旧                   | Dēta fukkyū                     | 2 avril 2012          |
| 25                      | Réinitialisation               | リセット                     | Risetto                         | 9 avril 2012          |
| 26                      | formatage                      | 初期化                       | Shokka                          | 16 avril 2012         |

## OAV
| No                                          | Titre français     | Titre japonais     | Titre japonais | Date de 1re diffusion |
| No                                          | Titre français     | Kanji              | Rōmaji         | Date de 1re diffusion |
| ------------------------------------------- | ------------------ | ------------------ | -------------- | --------------------- |
| 1                                           | Recomposé (redial) | 未来日記リダイヤル | Ridaiyaru      | 19 juin 2013          |
| Des réponses sur la fin de l'épisode 26 ... |                    |                    |                |                       |